# Університет Гани
Університет Гани — найстаріший та найбільший вищий навчальний заклад Республіки Гана. Головний кампус розміщується у Легоні, північно-східному передмісті столиці Аккри.
Один із небагатьох вишів Африки, що пропонує освітні програми з атомної енергетики (спільно з Комісією з атомної енергії Гани) та російської (на базі Лінгвістичного інституту Гани).

## Історія

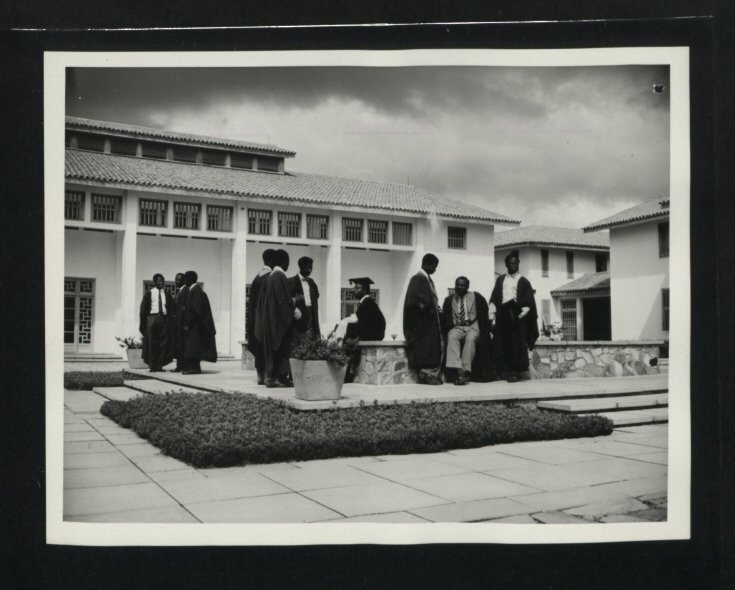
Студенти й викладачі коледжу Золотого Берега (січень 1957 року)

Університет було засновано 1948 року як філію Лондонського університету під назвою коледжу Золотого Берега. Самостійним навчальний заклад став у 1961 році.

## Структура

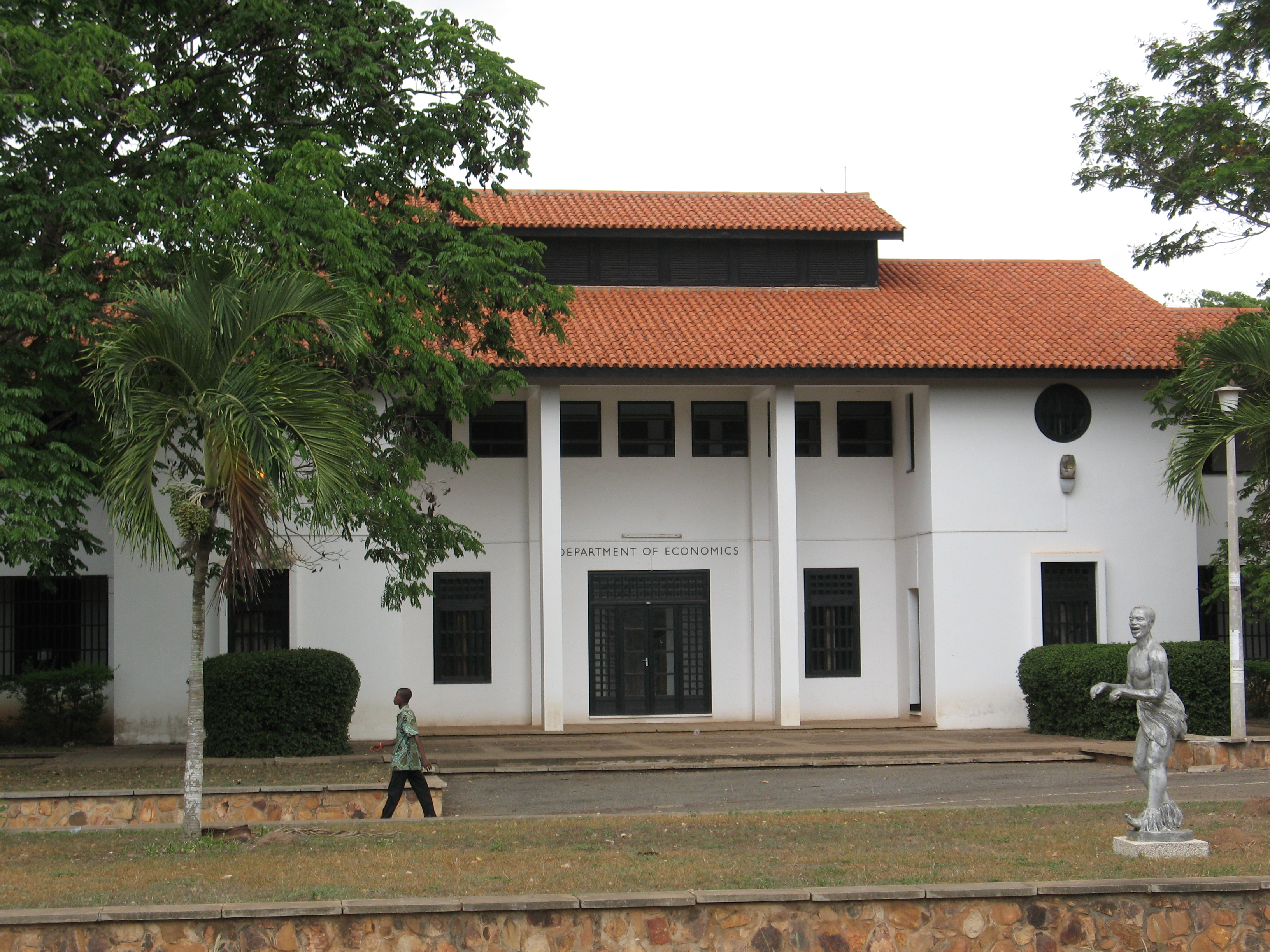
Кафедра економіки

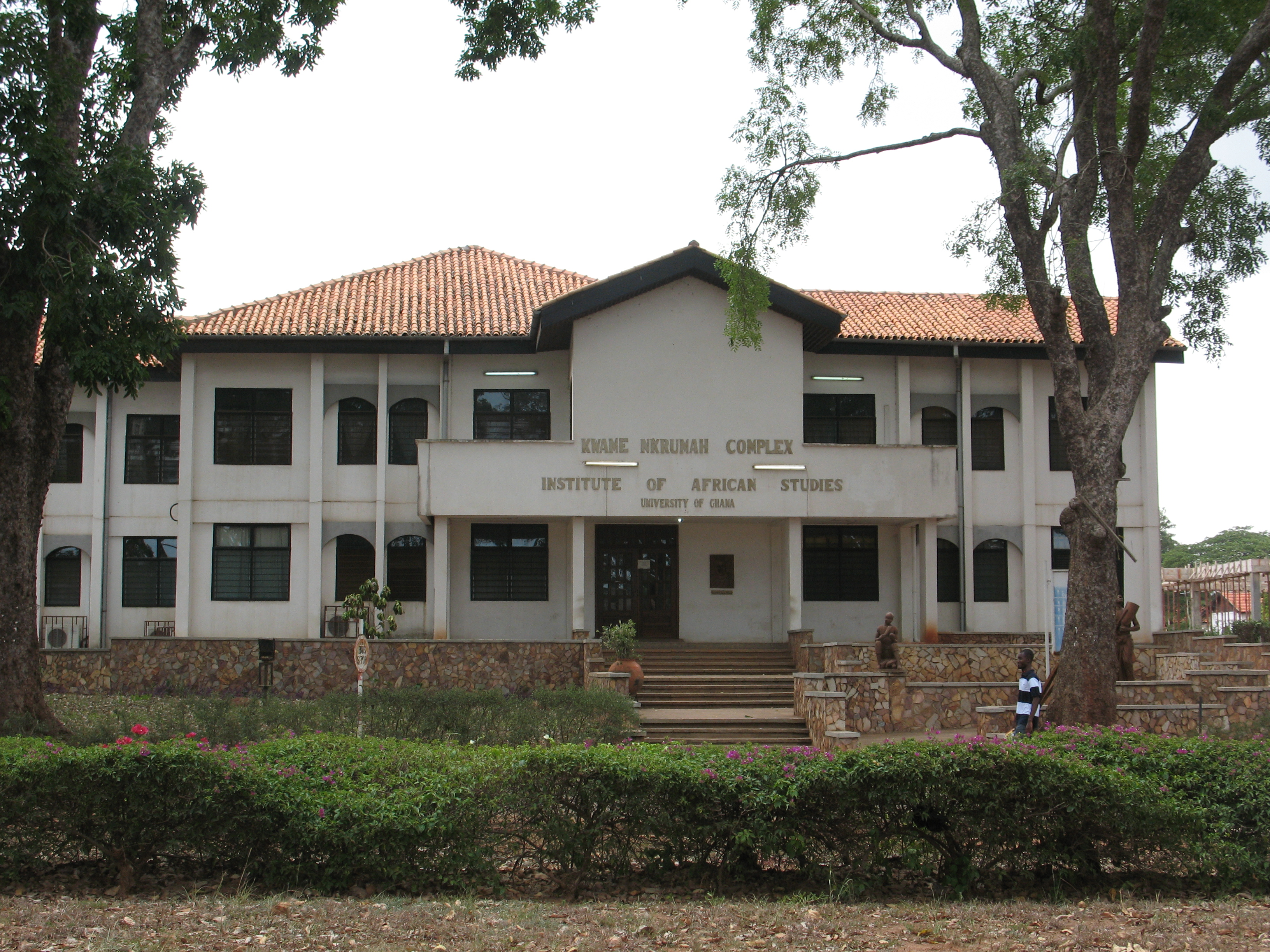
Інститут вивчення Африки

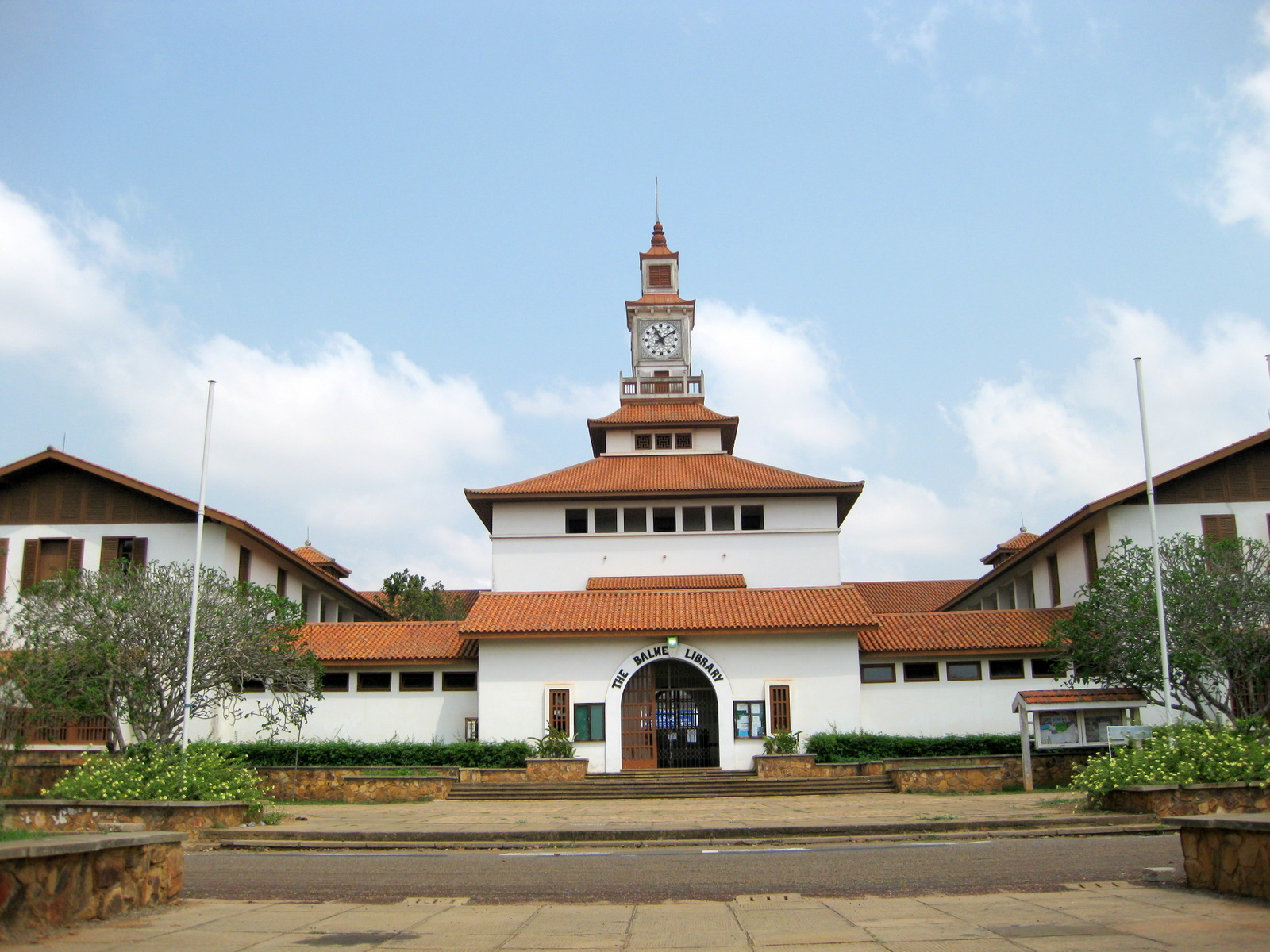
Університетська бібліотека

Університет складається з коледжів, факультетів, шкіл та інститутів.
- Коледж медичних наук
  - Медичний факультет
  - Стоматологічний факультет
  - Факультет медичних технологій
  - Фармацевтичний факультет
  - Школа медичних сестер
  - Навчальний шпиталь «Korle Bu»
- Коледж аграрних наук
  - Аграрна економіка
  - Аграрна механізація
  - Агрономія
  - Тваринництво
  - Ветеринарія
  - Три дослідницьких станції
- Факультет суспільних наук
  - Антропологія
  - Археологія
  - Економіка
  - Географія та землезнавство
  - Глобальна культура
  - Історія
  - Медіа
  - Політологія
  - Психологія
  - Соціологія
  - Суспільна праця
- Факультет природничих наук
  - Біохімія
  - Геологія
  - Математика
  - Телекомунікації
  - Зоологія
  - Ботаніка
  - Хімія
  - Інформатика
  - Науки про землю
  - Статистика
  - Дієтологія
  - Океанографія
  - Фізика
  - Школа атомних наук (спеціальний кампус на території Ghana Atomic Agency Corporation)
- Інженерний факультет
  - Обробка харчових продуктів
  - Комп'ютерний інжиніринг
  - Аграрний інжиніринг
  - Матеріалознавство
  - Біомедичний інжиніринг
- Факультет мистецтв
  - Класика
  - Лінгвістика
  - Англійська мова
  - Сучасні мови
  - Філософія
  - Теологія
- Юридичний факультет
- Школа бізнесу
  - Бухгалтерія
  - Фінанси та банкінг
  - Маркетинг
  - Управління інформаційними системами
  - Управління персоналом
  - Державне управління й менеджмент в охороні здоров'я
- інші

Також в Університеті працюють 22 науково-дослідних центри, лабораторії та станції.
Бібліотека Університету включає спеціальний відділ для людей з обмеженими можливостями. Фонд становить близько 100 000 книг, мікрофільмів та інших носіїв (включаючи рідкісні книги й архіви). Також пропонується доступ до електронних ресурсів.

## Відомі випускники
- Джон Атта Міллс — президент Гани у 2009—2012 роках.
- Джон Магама — президент Гани з 2012 року.